# 에디 보스나
에디 보스나(Eddy Bosnar, 1980년 4월 29일 ~ )는 오스트레일리아의 전 축구 선수이다.
보스나는 수원 삼성 소속으로 활약할 때, 지난 5월 20일 수원월드컵경기장에서 열린 울산 현대와의 현대오일뱅크 K리그 2012 13라운드에서 팀이 0-1로 지고 있던 전반 17분 아크 정면에서 대포알 프리킥을 성공시키며 팀의 2-1 역전승의 초석을 마련했다.
보스나가 넣은 프리킥 골의 속도는 평균시속 121.68km의 속도로 기록했으며, 무회전 대포알 킥의 대표적인 사례로 꼽히는 호날두가 지난 2010년 레알 사라고사전에서 기록한 30m 프리킥골(105km/h)보다 빠른 기록으로 나타났다.
지난 5월 울산전에서 기록한 대포알 프리킥 골이 수원 팬들이 뽑은 올해의 골로 선정됐다.